# Vecchio smoking
Vecchio smoking è un romanzo di Liala, pubblicato per la prima volta a Milano dall'editore Sonzogno nel 1952.

## Trama
Lo spiantato conte Roberto Dora sposa una donna ricchissima, ma arida ed egoista. In lei vede solo una persona che può permettergli di vivere agiatamente. Le giornate si succedono tristi e grigie. L'incontro con Tea, giovane e umile sarta, che fa breccia nel suo cuore, gli dà conforto e affetto, anche se solo per un'ora. La vita li separa ma, anni dopo, Roberto si ribella alla moglie e alla pesante vita da lei impostagli, per ritrovare il suo unico, vero amore. La giovinezza è ormai lontana e il passato non può tornare, ma Roberto e Tea trascorreranno serenamente la vita tra i ricordi e la felicità raggiunta dai loro figli. 